# Moe Howard
Moe Howard, né le 19 juin 1897 à Bensonhurst, New York (États-Unis) et mort le 4 mai 1975 à Los Angeles (Californie), est un acteur et scénariste américain.  Il fit partie de la troupe comique Les Trois Stooges, de 1922 à 1927, puis de 1928 à 1975.

## Biographie
Il fit partie de la troupe comique Les Trois Stooges, de 1922 à 1927, puis de 1928 à 1975.

## Filmographie

### Comme acteur
- 1909 : We Must Do Our Best (en) de Van Dyke Brooke : Bully
- 1919 : Spring Fever
- 1930 : Soup to Nuts : Fireman
- 1933 : Give a Man a Job
- 1933 : Nertsery Rhymes : Boys
- 1933 : Turn Back the Clock : Wedding Singer
- 1933 : Beer and Pretzels (en) de Jack Cummings : Moe
- 1933 : Les Pantins (Broadway to Hollywood) : Clown 1
- 1933 : Hello Pop! : Moe
- 1933 : Plane Nuts : Moe
- 1933 : Moi et le Baron (Meet the Baron) de Walter Lang : Janitor
- 1933 : Le Tourbillon de la danse : un machiniste
- 1933 : Myrt and Marge : Mullins' Helper
- 1934 : Les Amants fugitifs (Fugitive Lovers), de Richard Boleslawski : Third of Three Julians
- 1934 : Jailbirds of Paradise : Escaped convict
- 1934 : Woman Haters (en) : Tom
- 1934 : The Big Idea : Healy's Stooge
- 1934 : Punch Drunks (en) de Lou Breslow : Moe
- 1934 : Hollywood Party : un des chasseurs d'autographe
- 1934 : Men in Black : Dr Moe Howard
- 1934 : Le capitaine déteste la mer (The Captain Hates the Sea) : Orchestra
- 1934 : Three Little Pigskins : Moe
- 1935 : Horses' Collars (en) : Moe
- 1935 : Restless Knights (en) : Count of Fife
- 1935 : Pop Goes the Easel (en) : Moe aka Mother
- 1935 : Uncivil Warriors (en) : Operator 14 aka Capt. Dodge
- 1935 : Pardon My Scotch (en) de Del Lord : Moe / McSnuff
- 1935 : Hoi Polloi (en) : Moe
- 1935 : Three Little Beers (en) : Moe
- 1936 : Ants in the Pantry (en) : Moe
- 1936 : Movie Maniacs (en) : Moe (aka Mr. Frank Smith)
- 1936 : Half-Shot Shooters (en) : Moe
- 1936 : Disorder in the Court (en) : Moe Howard
- 1936 : A Pain in the Pullman (en) : Moe
- 1936 : False Alarms (en) : Moe
- 1936 : Whoops, I'm an Indian! (en) : Moe
- 1936 : Slippery Silks (en) : Moe
- 1937 : Grips, Grunts and Groans (en) : Moe
- 1937 : Dizzy Doctors (en) : Moe
- 1937 : 3 Dumb Clucks : Moe
- 1937 : Back to the Woods (en) : Moe
- 1937 : Goofs and Saddles (en) : Wild Bill Hicup
- 1937 : Cash and Carry (en) : Moe
- 1937 : Playing the Ponies (en) : Moe
- 1937 : The Sitter-Downers (en) : Moe
- 1938 : Wee Wee Monsieur (en) : Moe
- 1938 : Start Cheering : Stooge
- 1938 : Tassels in the Air (en) : Moe / Omay
- 1938 : Healthy, Wealthy and Dumb (en) : Moe
- 1938 : Violent Is the Word for Curly (en) : Moe
- 1938 : Three Missing Links (en) : Moe
- 1938 : Mutts to You (en) : Moe
- 1938 : Flat Foot Stooges (en) : Moe
- 1939 : Three Little Sew and Sews (en) : Moe (Captain Presser)
- 1939 : We Want Our Mummy (en) : Moe / Radio Voice / Charlie Chin
- 1939 : A-Ducking They Did Go (en) : Moe
- 1939 : Yes, We Have No Bonanza (en) : Moe
- 1939 : Saved by the Belle (en) : Moe
- 1939 : Calling All Curs (en) : Dr Moe
- 1939 : Oily to Bed, Oily to Rise (en) : Moe
- 1939 : Three Sappy People (en) : Moe (Dr Zoller)
- 1940 : You Nazty Spy! (en) : Moe Hailstone
- 1940 : Rockin' Thru the Rockies (en) : Moe
- 1940 : A Plumbing We Will Go (en) : Moe
- 1940 : Nutty But Nice (en) : Moe
- 1940 : How High Is Up? : Moe
- 1940 : From Nurse to Worse : Moe
- 1940 : No Census, No Feeling : Moe
- 1940 : Cookoo Cavaliers : Moe Line
- 1940 : Boobs in Arms : Moe
- 1941 : So Long Mr. Chumps : Moe
- 1941 : Dutiful But Dumb : Moe Click
- 1941 : All the World's a Stooge : Moe
- 1941 : Time Out for Rhythm : Stooge Moe
- 1941 : I'll Never Heil Again : Hailstone the Dictator
- 1941 : An Ache in Every Stake : Moe
- 1941 : In the Sweet Pie and Pie : Moe
- 1941 : Some More of Samoa : Moe
- 1942 : Loco Boy Makes Good : Moe (Void)
- 1942 : Cactus Makes Perfect : Moe
- 1942 : What's the Matador : Moe
- 1942 : Matri-Phony : Mohicus
- 1942 : Three Smart Saps : Moe
- 1942 : Even as IOU de Del Lord : Moe
- 1942 : Ma sœur est capricieuse (My Sister Eileen) : Subway Builder
- 1942 : Sock-a-Bye Baby : Moe
- 1943 : They Stooge to Conga : Moe
- 1943 : Dizzy Detectives : Moe
- 1943 : Spook Louder : Moe
- 1943 : Three Little Twirps : Moe
- 1943 : Higher Than a Kite : Moe
- 1943 : I Can Hardly Wait : Moe
- 1943 : Dizzy Pilots : Moe Wrong
- 1943 : Phony Express : Moe
- 1943 : A Gem of a Jam : Moe
- 1944 : Crash Goes the Hash : Moe
- 1944 : Busy Buddies : Moe
- 1944 : The Yoke's on Me : Moe
- 1944 : Idle Roomers (en) de William Goodrich : Moe
- 1944 : Gents Without Cents : Moe
- 1944 : No Dough Boys : Moe (Saki)
- 1945 : Three Pests in a Mess : Moe
- 1945 : Rockin' in the Rockies : Shorty Williams (ranch foreman)
- 1945 : Idiots Deluxe : Moe
- 1945 : If a Body Meets a Body : Moe Pink
- 1945 : Booby Dupes : Moe
- 1945 : Micro-Phonies : Moe / Senor Gusto
- 1946 : Beer Barrel Polecats : Moe
- 1946 : A Bird in the Head : Moe
- 1946 : Swing Parade of 1946 de Phil Karlson : Moe
- 1946 : Uncivil War Birds : Moe
- 1946 : The Three Troubledoers : Moe
- 1946 : Monkey Businessmen : Moe
- 1946 : Three Loan Wolves : Moe
- 1946 : G.I. Wanna Home : Moe
- 1946 : Rhythm and Weep : Moe
- 1946 : Three Little Pirates : Moe
- 1947 : Half-Wits Holiday : Moe
- 1947 : Fright Night : Moe
- 1947 : Out West : Moe
- 1947 : Hold That Lion : Moe
- 1947 : Brideless Groom : Moe
- 1947 : Sing a Song of Six Pants : Moe
- 1947 : All Gummed Up : Moe
- 1948 : Shivering Sherlocks : Moe Howard
- 1948 : Pardon My Clutch : Moe
- 1948 : Squareheads of the Round Table : Moe
- 1948 : The Hot Scots : McMoe
- 1948 : I'm a Monkey's Uncle : Moe
- 1948 : Crime on Their Hands : Moe
- 1949 : The Ghost Talks : Moe
- 1949 : Who Done It? : Moe
- 1949 : Hokus Pokus : Moe
- 1949 : Fuelin' Around : Moe
- 1949 : Vagabond Loafers : Moe
- 1949 : Jerks of All Trades (TV) : Moe
- 1949 : Dunked in the Deep : Moe
- 1950 : Punchy Cowpunchers : Moe
- 1950 : Hugs and Mugs : Moe
- 1950 : Dopey Dicks : Moe
- 1950 : Le Vampire de ces dames (Love at First Bite) de Stan Dragoti : Moe
- 1950 : Self Made Maids : Moe / Moella
- 1950 : Studio Stoops : Moe
- 1950 : Slap Happy Sleuths : Moe
- 1950 : A Snitch in Time : Moe Howard
- 1951 : Three Arabian Nuts : Moe
- 1951 : Baby Sitters' Jitters : Moe
- 1951 : Don't Throw That Knife : Moe
- 1951 : Scrambled Brains : Moe
- 1951 : Merry Mavericks : Moe
- 1951 : Gold Raiders : Moe
- 1951 : The Tooth Will Out : Moe
- 1951 : Pest Man Wins : Moe
- 1952 : A Missed Fortune : Moe
- 1952 : Corny Casanovas : Moe
- 1952 : He Cooked His Goose : Moe
- 1952 : Gents in a Jam : Moe
- 1952 : Three Dark Horses : Moe
- 1952 : Cuckoo on a Choo-Choo : Moe
- 1953 : Up in Daisy's Penthouse : Moe
- 1953 : Booty and the Beast : Moe
- 1953 : Loose Loot : Moe
- 1953 : Tricky Dicks : Sgt. Moe
- 1953 : Pardon My Backfire : Moe
- 1953 : Rip, Sew and Stitch : Moe Pip
- 1953 : Bubble Trouble : Moe
- 1953 : Goof on the Roof : Moe
- 1954 : Income Tax Sappy : Moe
- 1954 : Musty Musketeers : Moeth
- 1954 : Pals and Gals : Moe
- 1954 : Knutzy Knights : Moe
- 1954 : Shot in the Frontier : Moe
- 1954 : Scotched in Scotland : McMoe
- 1955 : Fling in the Ring : Moe
- 1955 : Of Cash and Hash : Moe
- 1955 : Bedlam in Paradise : Moe Howard / Uncle Mortimer
- 1955 : Gypped in the Penthouse : Moe
- 1955 : Stone Age Romeos : Moe
- 1955 : Un drôle de toubib (Wham Bam Slam) : Moe
- 1955 : Hot Ice : Moe
- 1955 : Blunder Boys : Halliday
- 1956 : Columbia Laff Hour : Moe
- 1956 : Husbands Beware : Moe
- 1956 : Creeps : Moe
- 1956 : Flagpole Jitters : Moe
- 1956 : Rumpus in the Harem : Moe
- 1956 : Hot Stuff : Moe (Operator #5)
- 1956 : Scheming Schemers : Moe
- 1956 : Commotion on the Ocean : Moe
- 1957 : Hoofs and Goofs : Moe / Birdie
- 1957 : Muscle Up a Little Closer : Moe
- 1957 : Space Ship Sappy : Moe
- 1957 : Guns A-Poppin : Moe
- 1957 : Horsing Around : Moe
- 1957 : Rusty Romeos : Moe
- 1957 : Outer Space Jitters (en) de Jules White : Moe
- 1958 : Fifi Blows Her Top : Moe Howard
- 1958 : Pies and Guys : Moe
- 1958 : Space Master X-7 (en) d'Edward Bernds : Retlinger, the Cab Driver
- 1958 : Sweet and Hot : German Doctor
- 1958 : Flying Saucer Daffy : Moe
- 1958 : Une fortune en liquide (Oil's Well That Ends Well) : Moe
- 1959 : Three Stooges Fun-O-Rama : Moe
- 1959 : Triple Crossed : Moe
- 1959 : Sappy Bullfighters : Moe
- 1959 : Objectif, Vénus (Have Rocket, Will Travel) : Moe
- 1961 : Snow White and the Three Stooges : Moe
- 1962 : Les Trois Stooges contre Hercule (The Three Stooges Meet Hercules) : Moe
- 1962 : The Three Stooges in Orbit : Moe
- 1963 : The Three Stooges Go Around the World in a Daze : Moe
- 1963 : The Three Stooges Scrapbook : Moe
- 1963 : Un monde fou, fou, fou, fou (It's a Mad Mad Mad Mad World) de Stanley Kramer : Fireman
- 1963 : Quatre du Texas (4 for Texas) : Painting deliveryman
- 1965 : Les Trois Stooges contre les hors-la-loi (The Outlaws Is Coming) : Moe
- 1965 : The New 3 Stooges (série TV) : Moe
- 1966 : Don't Worry, We'll Think of a Title : Mr. Raines
- 1970 : Kook's Tour : Moe
- 1973 : Dr. Death: Seeker of Souls : Volunteer in the Audience

### comme scénariste
- 1933 : Nertsery Rhymes
- 1933 : Beer and Pretzels (en)
- 1933 : Hello Pop!
- 1933 : Plane Nuts
- 1934 : The Big Idea